# 南島志
南島志（なんとうし）は、新井白石による1720年1月29日（享保4年12月20日（戊午））成立の琉球王国（沖縄語: 琉球王國）の地誌。1711年（正徳元年）に新井によって著された「琉球国事略」と並び、当時の日本における琉球研究の代表的な業績のひとつである。

## 概要
新井白石が 1719年（享保4年）に、琉球王国から江戸に派遣された琉球使節と薩摩藩からの聞取りによる情報、内外の文献を渉猟し中国宋元以来の伝統的な地誌と図経のスタイルに倣って編纂した琉球の地誌である。18世紀初頭の琉球における地理・世系・官職・宮室・冠服・礼刑・文芸・風俗・食貨・物産について漢文で書かれているほか、当時の琉球を描いた地図も収める。
新井は1710年（宝永7年）の琉球使節である美里朝禎（沖縄語: 御殿、王子の意）・豊見城朝匤（御殿）と、1714年（正徳4年）の与那城朝直（御殿）・金武朝祐（御殿）・知念朝上（沖縄語: 親方）・勝連盛祐両（親方）・程順則・玉城朝薫・曽暦らで構成された琉球使節と面談し多くの情報を聞き取っており、これが本書の基礎となっている。
写本が多数存在することから、異同が多いことも本書の特徴のひとつである。そのひとつが板倉勝明による「甘雨亭叢書」の一部として刊行されたものである。
また、新井は琉球と並んで蝦夷地（現在の北海道・樺太・千島列島）にも日本の周辺地域としての注目を寄せており、本書刊行から1年後の1720年（ 享保5年）に松前藩からの情報や国内外の資料をもとに蝦夷志（えぞし）も編纂している。

## 日琉同祖論との関係
新井は本書で日琉同祖論を唱えている。これは日本における日琉同祖論の文献上の初出である室町時代の月舟寿桂による「鶴翁字銘并序」中の源為朝琉球渡来説（後に否定）に次ぐものである。また、バジル・ホール・チェンバレンや伊波普猷など近現代における日琉同祖論者の著作よりも古い。
新井は琉球が古代において日本に従属する関係性であったとし、琉球と中国の諸王朝との関係性についてはあまり紙幅を割いておらず、「南島志」というタイトルにも新井の小中華主義的な歴史観がうかがえる。そのためか本書中で新井は13世紀〜14世紀の前期倭寇をはじめとする日本人による倭寇についての言及は避け、16世紀まで存在した倭寇は専ら中国人によるものとしている。

## リンク
- 南島志 - 茨城大学デジタルコレクション
- 南島志 - 中國哲學書電子化計劃
- 新井白石『蝦夷志』『南島志』ノート - CiNii Research